# Villeneuve-le-Comte
Villeneuve-le-Comte és un municipi francès, situat al departament de Sena i Marne i a la regió de Illa de França. L'any 2007 tenia 1.760 habitants.
Forma part del cantó d'Ozoir-la-Ferrière, del districte de Provins i de la Comunitat de comunes de Val Briard.

## Demografia

### Població
El 2007 la població de fet de Villeneuve-le-Comte era de 1.760 persones. Hi havia 672 famílies, de les quals 171 eren unipersonals (72 homes vivint sols i 99 dones vivint soles), 183 parelles sense fills, 270 parelles amb fills i 48 famílies monoparentals amb fills.
La població ha evolucionat segons el següent gràfic:
Habitants censats

### Habitatges
El 2007 hi havia 726 habitatges, 685 eren l'habitatge principal de la família, 12 eren segones residències i 29 estaven desocupats. 591 eren cases i 133 eren apartaments. Dels 685 habitatges principals, 508 estaven ocupats pels seus propietaris, 159 estaven llogats i ocupats pels llogaters i 19 estaven cedits a títol gratuït; 39 tenien una cambra, 72 en tenien dues, 92 en tenien tres, 138 en tenien quatre i 345 en tenien cinc o més. 510 habitatges disposaven pel capbaix d'una plaça de pàrquing. A 302 habitatges hi havia un automòbil i a 322 n'hi havia dos o més.

### Piràmide de població
La piràmide de població per edats i sexe el 2009 era:
| Homes | Edats   | Dones |
| ----- | ------- | ----- |
| 0     | 95 o +  | 0     |
| 0     | 90 a 94 | 0     |
| 4     | 85 a 89 | 4     |
| 4     | 80 a 84 | 8     |
| 0     | 75 a 79 | 20    |
| 20    | 70 a 74 | 12    |
| 36    | 65 a 69 | 44    |
| 32    | 60 a 64 | 36    |
| 24    | 55 a 59 | 36    |
| 52    | 50 a 54 | 44    |
| 88    | 45 a 49 | 96    |
| 72    | 40 a 44 | 76    |
| 60    | 35 a 39 | 48    |
| 60    | 30 a 34 | 100   |
| 72    | 25 a 29 | 60    |
| 64    | 20 a 24 | 44    |
| 40    | 15 a 19 | 60    |
| 52    | 10 a 14 | 48    |
| 56    | 5 a 9   | 72    |
| 64    | 0 a 4   | 72    |

## Economia
El 2007 la població en edat de treballar era de 1.183 persones, 908 eren actives i 275 eren inactives. De les 908 persones actives 869 estaven ocupades (465 homes i 404 dones) i 39 estaven aturades (20 homes i 19 dones). De les 275 persones inactives 83 estaven jubilades, 98 estaven estudiant i 94 estaven classificades com a «altres inactius».

### Ingressos
El 2009 a Villeneuve-le-Comte hi havia 691 unitats fiscals que integraven 1.839 persones, la mediana anual d'ingressos fiscals per persona era de 23.254 €.

### Activitats econòmiques
Dels 92 establiments que hi havia el 2007, 1 era d'una empresa alimentària, 1 d'una empresa de fabricació de material elèctric, 2 d'empreses de fabricació d'altres productes industrials, 14 d'empreses de construcció, 14 d'empreses de comerç i reparació d'automòbils, 6 d'empreses de transport, 9 d'empreses d'hostatgeria i restauració, 5 d'empreses d'informació i comunicació, 2 d'empreses financeres, 7 d'empreses immobiliàries, 13 d'empreses de serveis, 13 d'entitats de l'administració pública i 5 d'empreses classificades com a «altres activitats de serveis».
Dels 28 establiments de servei als particulars que hi havia el 2009, 1 era una oficina de correu, 3 tallers de reparació d'automòbils i de material agrícola, 1 taller d'inspecció tècnica de vehicles, 1 paleta, 2 guixaires pintors, 3 fusteries, 2 lampisteries, 3 electricistes, 1 perruqueria, 5 restaurants, 4 agències immobiliàries i 2 salons de bellesa.
Dels 5 establiments comercials que hi havia el 2009, 1 era una botiga de més de 120 m², 1 una botiga de menys de 120 m², 1 una fleca, 1 una sabateria i 1 una joieria.
L'any 2000 a Villeneuve-le-Comte hi havia 4 explotacions agrícoles.

## Equipaments sanitaris i escolars
L'únic equipament sanitari que hi havia el 2009 era una farmàcia.
El 2009 hi havia 1 escola elemental i 1 escola elemental integrada dins d'un grup escolar amb les comunes properes formant una escola dispersa.

## Poblacions més properes
El següent diagrama mostra les poblacions més properes.